# Renato Benaglia
Renato Benaglia (Valeggio sul Mincio, 24 de marzo de 1938 – Florencia, 1 de febrero de 2023) fue un futbolista y entrenador de fútbol italiano que jugó en la posición de centrocampista.

## Carrera

### Jugador
| Periodo   | Club                    | Apariciones | Goles |
| --------- | ----------------------- | ----------- | ----- |
| 1957–1958 | Hellas Verona FC        | 0           | 0     |
| 1958–1959 | Alma Juventus Fano 1906 | 31          | 5     |
| 1959–1961 | ACF Fiorentina          | 16          | 0     |
| 1961–1963 | Catania Calcio          | 64          | 4     |
| 1963–1965 | ACF Fiorentina          | 42          | 2     |
| 1965–1966 | AS Roma                 | 29          | 1     |
| 1966–1968 | Vicenza Calcio          | 0           | 0     |

### Entrenador
| Periodo   | Club                   |
| --------- | ---------------------- |
| 1970-1972 | Camaiore Calcio        |
| 1972–1973 | L'Aquila Calcio        |
| 1973-1975 | AS Viterbese Castrense |
| 1975–1976 | US Grosseto            |

## Logros
- Copa Italia: 1

1960/61
- Recopa de Europa de fútbol: 1

1960/61
- Coppa dell'Amicizia: 1

1960
- Copa de los Alpes: 1

1961